# Liste des œuvres publiques du 8e arrondissement de Paris

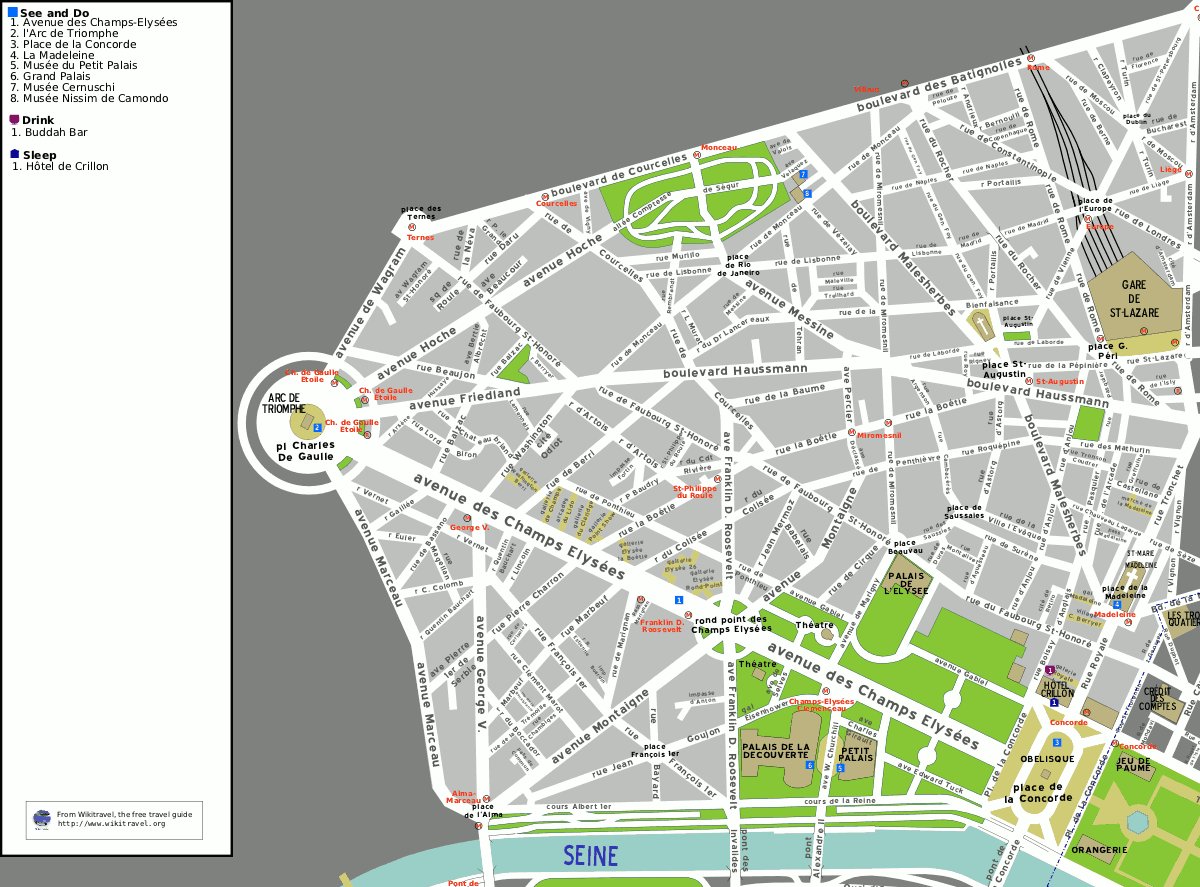
Plan du 8e arrondissement de Paris.

Cet article tente de recenser les principales œuvres d'art public du 8e arrondissement de Paris, en France.

## Liste

### Sculptures

#### Place de la Concorde
La place de la Concorde possède un ensemble de statues :
- Statues des villes de France :
  - Bordeaux, Louis-Denis Caillouette (1835-1838) ;
  - Brest, Jean-Pierre Cortot (1835-1838) ;
  - Lille, James Pradier (1835-1838) ;
  - Lyon, Louis Petitot (1835-1838) ;
  - Marseille, Louis Petitot (1835-1838) ;
  - Nantes, Louis-Denis Caillouette (1835-1838) ;
  - Rouen, Jean-Pierre Cortot (1835-1838) ;
  - Strasbourg, James Pradier (1835-1838)
- Chevaux de Marly, Guillaume Coustou (copie des originaux de 1743-1745, déplacés au Louvre en 1984) ;
- Monument au roi Albert Ier, Armand Martial[1] ;

#### Autres lieux
- Gare Saint-Lazare :
  - Consigne à vie, Arman (1985) ;
  - L'Heure de tous, Arman (1985) ;
  - Plastics Bags, Pascale Marthine Tayou (2012) ;
  - Verrières peintes, Charles Sarteur (1930)

- Grand Palais :
  - L'Harmonie triomphant de la Discorde, Georges Récipon (1900)[1] ;
  - L'Immortalité devançant le Temps, Georges Récipon (1900)[1] ;

- Hommage à la Révolution française, Arman (1984, vestibule d'honneur du palais de l'Élysée)[2]

- Jardins des Champs-Élysées :
  - Monument à Jean Moulin, Georges Jeanclos (1984, Marigny - Champs-Élysées)[3], ensemble de cinq bronzes :
    - La Disparition ;
    - L'Emprisonnement muet ;
    - Les Larmes ;
    - Le Murmure de la Résistance ;
    - La Renaissance ;

  - La Femme assise dans un fauteuil, Alexandr Bourganov (2001) ;
  - Le Voilage, Alexandr Bourganov (2006) ;
  - Georges Pompidou, Louis Derbré (1984)[4]
- Place de l'Alma :
  - À la France ;
  - Flamme de la Liberté (1989) ;
  - La Seine, Gérard Choain ;

- Statue de Balzac, Alexandre Falguière (1902, place Georges-Guillaumin) ;
- Statue de Winston Churchill, Jean Cardot (1988, devant le petit Palais :)[3] ;
- Statue équestre de Jeanne d'Arc, Paul Dubois (1901, place Saint-Augustin) ;
- Statue équestre de Simón Bolívar, Emmanuel Frémiet (1930, cours la Reine, 4e réplique de l'original)[1] ;
- Statue de la bataille de Narvik, Paul Landowski (1960, place de Narvik)[3] ;
- Statue du Général de Gaulle, Jean Cardot (2000, Place Charles-de-Gaulle)[3] ;
- Statue d'Étienne d'Orves, Costas Spourdos (Square d'Étienne d'Orves)[3] ;
- Statue de Jules Simon, Denys Puech (1902, place du Guatemala) ;

### Stations de métro
Plusieurs stations de métro sont décorées d'œuvres :
- Déclaration des Droits de l'Homme et du Citoyen, d'après Françoise Schein (quai de la ligne 12, station de métro Concorde, fresque)[5] ;
- Fresque en azulejos, Manuel Cargaleiro (1995, couloir de correspondance des lignes 1 et 13, station de métro Champs-Élysées - Clemenceau, fresques en faïence émaillée)[5] ;
- Station Madeleine de la ligne 14 du métro :
  - Tissignalisation n°14, Jacques Tissinier (2003) ;
  - Ryaba la Poule, Ivan Loubennikov (2009)[6] ;
  - La Prière, Constantin Brâncuşi (1907, donation Botarro, copie de l'œuvre originale conservée à Bucarest) ;
- La Voix lactée, Geneviève Cadieux (2011, mosaïque, station Saint-Lazare)

### Monuments
- Arc de triomphe de l'Étoile, divers bas-reliefs représentant des scènes de la Révolution et de l'Empire, en particulier :
  - Le Départ de 1792 (dit La Marseillaise),  François Rude
  - Le Triomphe de 1810, Jean-Pierre Cortot
  - La Résistance de 1814, Antoine Étex
  - La Paix de 1815, Antoine Étex

- Pont Alexandre-III :
  - La Renommée des arts, Emmanuel Frémiet (1900) ;
  - La Renommée des sciences, Emmanuel Frémiet (1900) ;
  - La Renommée au combat, Pierre Granet (1900) ;
  - La Renommée de la guerre, Léopold Steiner (1900) ;
  - La France du Moyen Âge, Alfred-Charles Lenoir (1900) ;
  - La France moderne, Gustave Michel (1900) ;
  - La France à la Renaissance, Jules Coutan (1900) ;
  - La France sous Louis XIV, Laurent Marqueste (1900) ;

- Pont de l'Alma :
  - Zouave, Georges Diebolt (1856) ;

### Autres œuvres
- Conservatoire à rayonnement régional de Paris :
  - Œuvre d'Adam Adach[7] ;
  - Œuvre de Christophe Cuzin[7] ;
  - Œuvre de Jean-Louis Garnell[7] ;
  - Œuvre de Véronique Joumard[7].

- L'Horloge à voir le temps couler, Bernard Gitton (galerie du Claridge) ;
- Monument à Mickiewicz (1929), Antoine Bourdelle, déplacé de la place de l'Alma au Cours Albert-Ier ;
- Miroir d'eau, la Seine et ses affluents (vers 1912/1914), fontaine de François-Raoul Larche, square Jean-Perrin (abords du Grand Palais).
- Monument du corps expéditionnaire russe (1916-1918), installé en 2011, Vladimir Surovtsen, Place du Canada;
- Buste de Jacques Cartier, (Place du Canada);
- Buste de Samuel Champlain, (Place du Canada);
- Monument en hommage à Komitas (2003), David Erevantzi, Cours Albert-Ier (Place du Canada);
- Le Rêve du Poète (1910), Alphonse de Moncel en hommage à Alfred de Musset, Avenue Franklin-Roosevelt;